# 2979 Мурманськ
2979 Мурманськ (2979 Murmansk) — астероїд головного поясу, відкритий 2 жовтня 1978 року.
Тіссеранів параметр щодо Юпітера — 3,166.